# Ramon Oms
Ramon Oms i Pons és un escultor català, nascut a Manresa el 17 de novembre de 1951.
Va créixer envoltat dels materials que el seu pare Isidre Oms feia servir per fer pessebres. Ajudant a fer els diorames es va formant com a artista. Va començar a estudiar al col·legi de les dominiques, després a l'acadèmia Rial, i més tard, en posar-se a treballar va estudiar el batxillerat nocturn a l'institut Lluís de Peguera, però ho va deixar al tercer curs. Interessat pel dibuix, va fer disseny gràfic i ho combinava amb oficis com el de modelista, que va exercir durant un parell d'anys, i més tard va treballar com a dissenyador i il·lustrador de llibres.
A principis dels setanta, s'interessa per la ceràmica que comença a practicar en un obrador de Sant Vicenç de Castellet, on aprèn a fer anar el torn i a treballar amb fang. Així és com fa els seus primers models de fang, els retrats de la seva dona Maga i del seu fill Sergi amb els quals guanya el primer premi en el Concurs d'Artistes Manresans l'any 1980 i el primer premi en el concurs Saló de Martorell l'any 1981. Conjuntament amb altres artistes exposen sota el títol Aigua i amb en Pere Soldevila i Toni Ferrer participen en diverses exposicions. A principis dels vuitanta l'industrial Manel Pujol i Roca li encarrega diferents obres, sense posar-li límits. Aquests encàrrecs el fan decidir a dedicar la seva vida a l'escultura. Tot i que la base del seu treball sempre serà el fang, perquè encara ara en fa tots els models, encara que l'escultura final sigui de marbre o bronze. Viatges a Florència, Roma i París el fan decidir-se a dedicar-se a l'escultura. També ha fet medalles commemoratives, plafons i plaques.
La figura femenina i els nens són els seus temes predilectes, a la vegada que li agrada que l'escultura estigui integrada en el paisatge i que reflecteixi un moment plàcid i poètic. Entre les seves obres cal remarcar les que té a la ciutat de Manresa: Homenatge als nens, tot recordant Xesco Boix, A l'ombra, Al teatre i Dona.

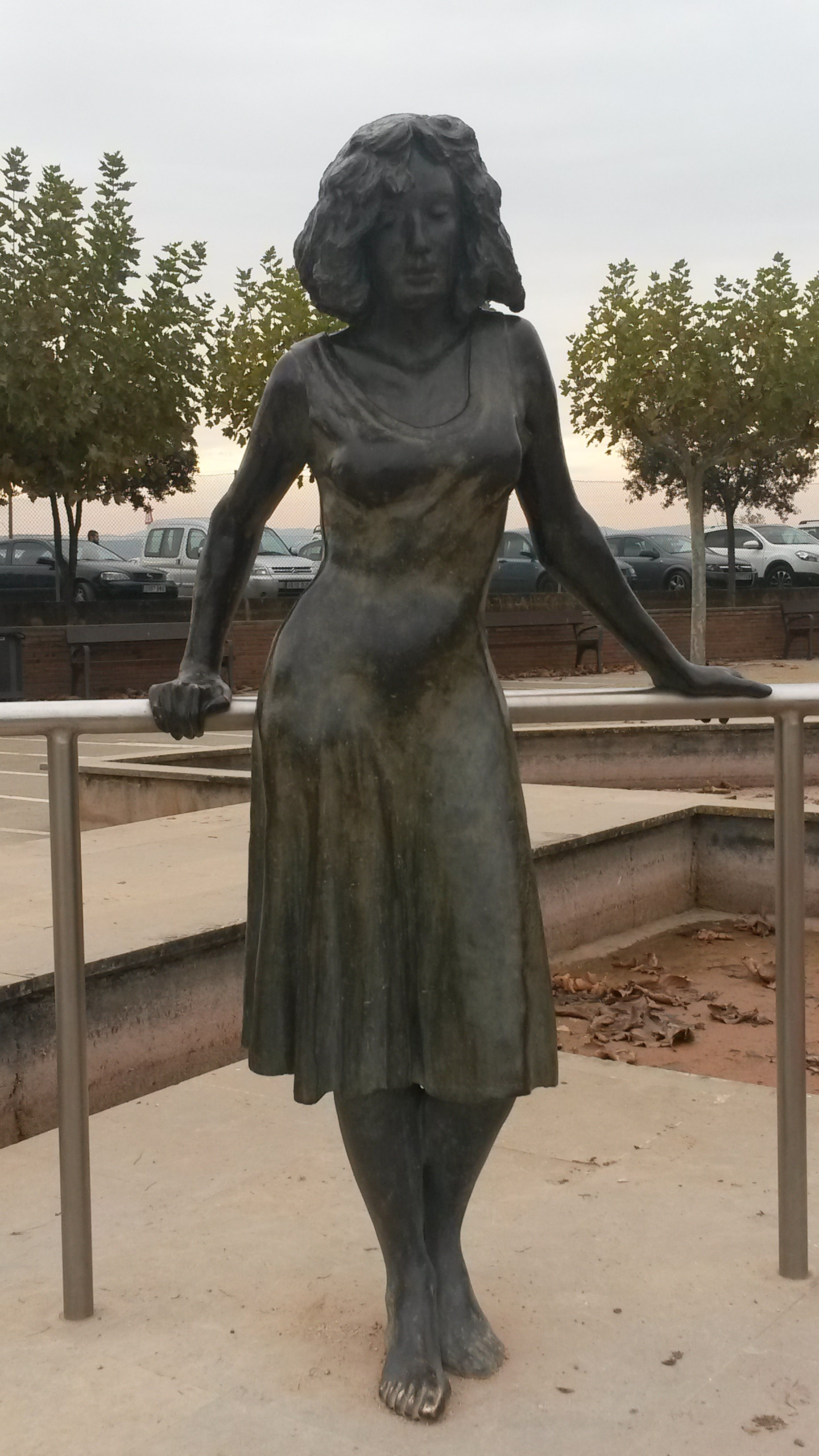
Dona, al Parc de l'Agulla

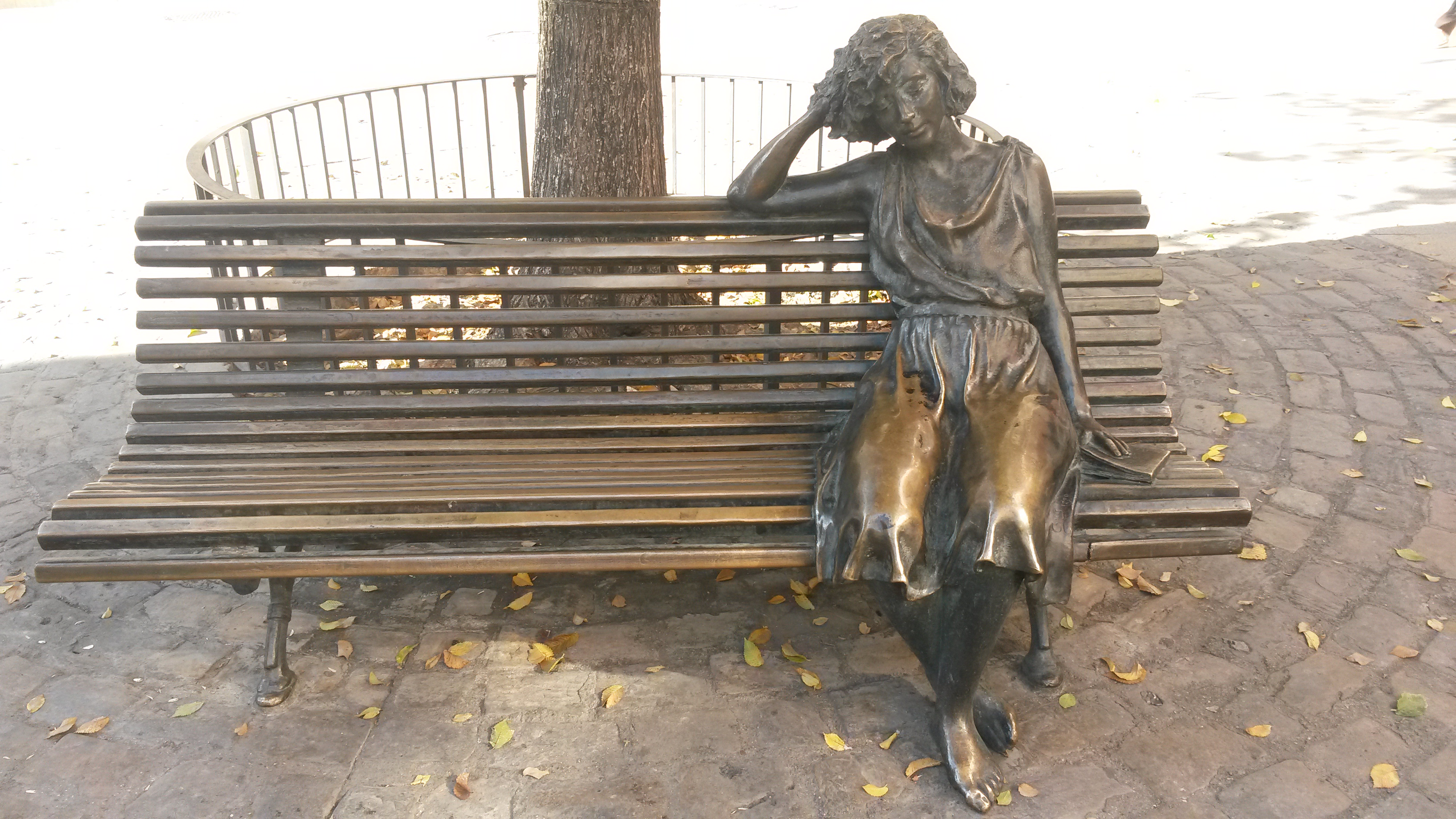
A l'ombra, a la Plana de l'Om de Manresa

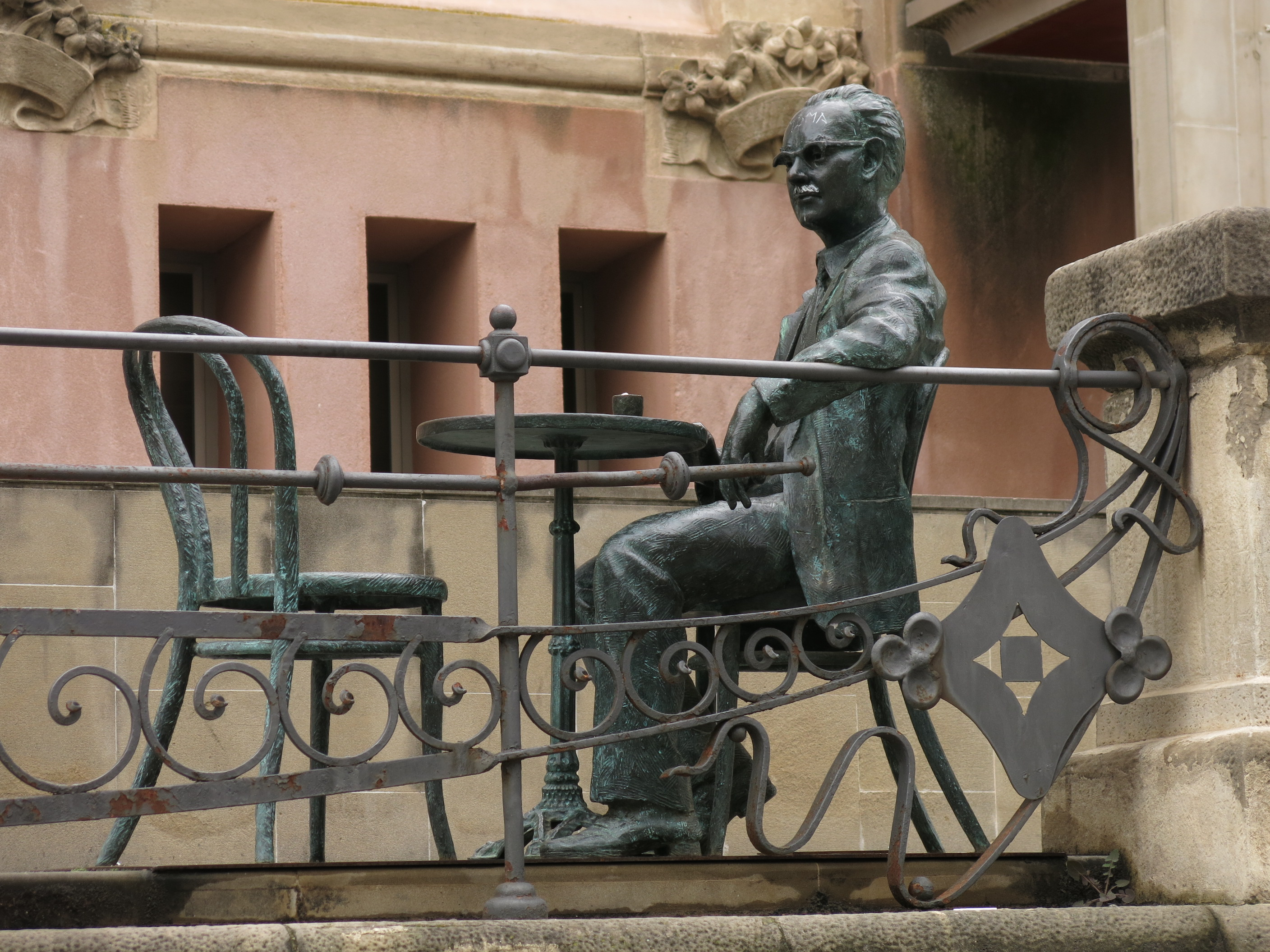
Homenatge a Joaquim Amat-Piniella a la terrassa del Casino de Manresa

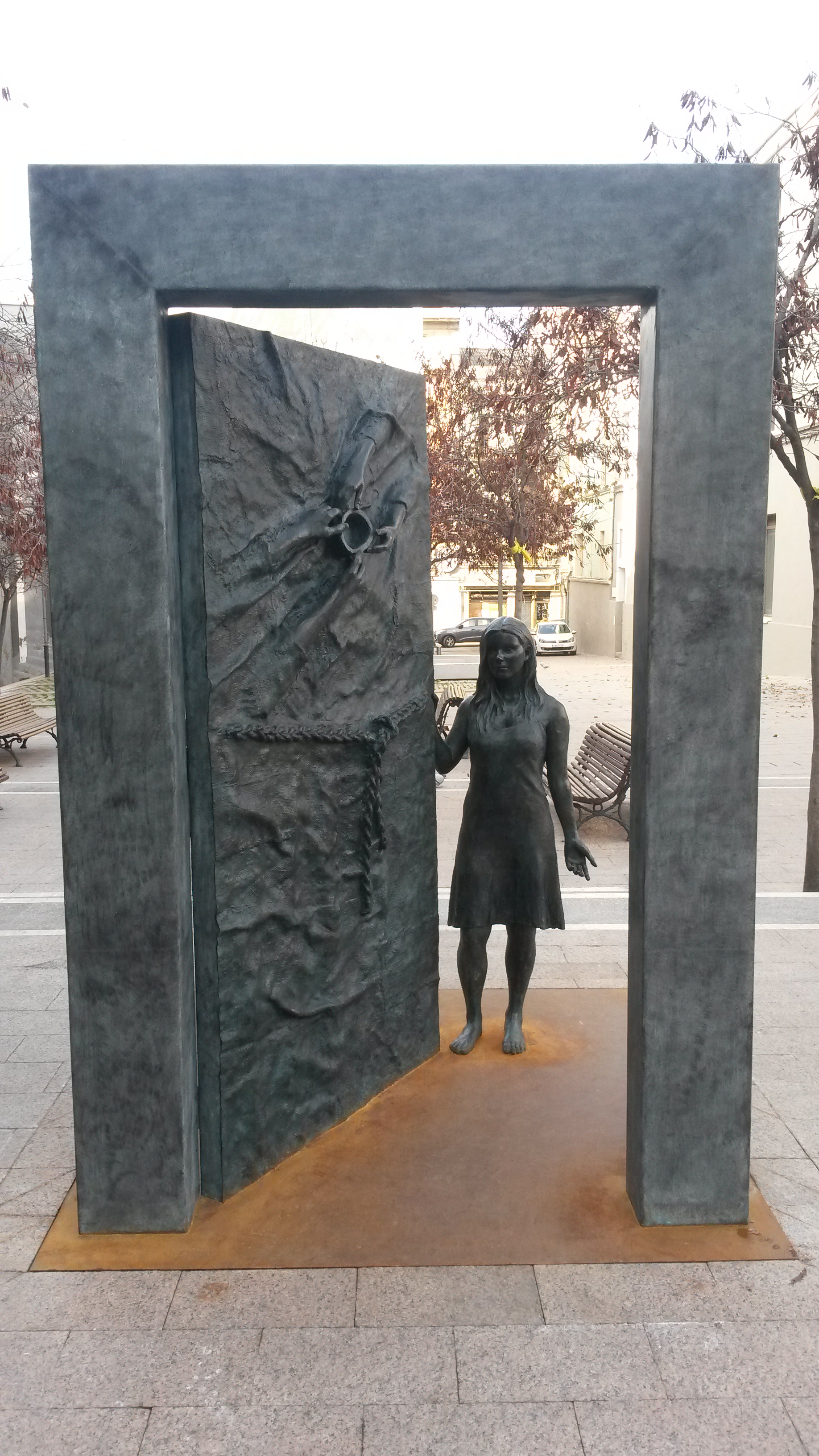
L'acollida, a la plaça Fius i Palà de Manresa

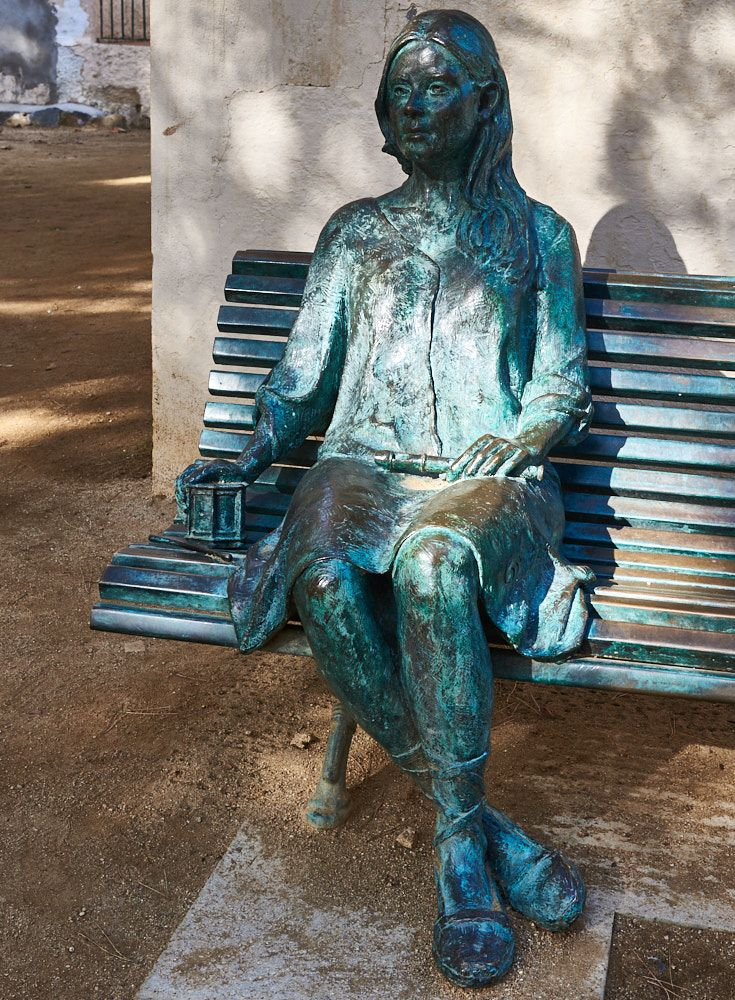
Escultura d'homenatge a l'Aplec de Calella

## Escultures
- Esforç, 1981
- Tres edats, 1982
- Despertar, 1982
- Sentiment, 1983
- Atleta, 1983
- Enyorança, 1984 (canals d'Empuriabrava, Castelló d'Empúries)
- Monument al Dr. Escorsell, 1984 (Castellgalí)
- Holocaust, 1983-1985
- Victòria, 1985
- Torsió, 1985
- Repòs, 1985
- Somni, 1986
- Mediterrània, 1986
- Davant la Mediterrània, 1986
- Absent, 1986
- Matinada, 1986
- Homenatge als nens, tot recordant Xesco Boix, 1987 (parc de Puigterrà, Manresa)
- Albada, 1987
- Descans, 1987
- Retorn, 1987
- Banyistes, 1987
- Sant Sebastià, 1987 (poble vell, Súria)
- Dona, 1988 (parc de l'Agulla, Manresa-Sant Fruitós de Bages, 1997)
- Galatea, 1988
- Inquietud, 1988
- Record d'imatge, 1988
- Galatea II, 1989
- Orianna, 1989
- Noia arrepenjada, 1989
- La verema, 1990 (mas d'en Coll, Roses)
- Pell, 1989
- A l'ombra, 1990 (plana de l'Om, Manresa)
- Tors d'home, 1990
- Estudiant, 1991
- Biana, 1991 (carrer d'Àngel Guimerà, Manresa)
- Banc amb noia, 1991
- Palafons, 1991
- Iber, 1991
- Mestra i nen, 1992 (institució La Miranda, Sant Just - Esplugues de Llobregat)
- Endavant, 1993
- Al teatre, 1993 (carrer de Sant Miquel, Manresa)
- Racó de foneria, 1991
- Plafó iber, 1991
- Empremta, 1994
- Parella, 1994
- Noia de la plaça, 1995 (plaça de l'Església, Rajadell)
- Solidària, 1996 (església del Raval, Fals)
- Crist, 1997
- Paternitat, 1997
- Justícia, 1998
- Sant Jordi, 1999
- Àvia i net, 2000 (Empuriabrava, Castelló d'Empúries)
- Jugant, 2000 (Hospital de Sant Andreu, Manresa)
- Puella espectans, 2000
- Embaràs 1, 2002
- Embaràs 2, 2002
- Embaràs 3, 2002
- Ressorgir, 2002 (Ajuntament de Sant Mateu de Bages)
- Somni, 2002
- Andalusa, 2003
- Salut, 2004 (provisionalment al Casino de Manresa)
- Dansa d'arrel tradicional, 2005
- Àngel, 2005 (cementiri de la Romànica, Barberà del Vallès)
- Infants a la font del Bosquet, 2006 (el Bosquet, Sant Fruitós de Bages)
- Aires renovadors, 2007
- Miner, 2009
- Charles Checa, 2011
- Amat-Piniella, 2013
- Collage, 2013
- Vila Closas, 2016
- L'acollida, 2016 (plaça Fius i Palà, Manresa)[3]

## Premis[1]
1980. Primer premi d'escultura. Exposició Concurs d'Artistes Manresans.
1981. Primer premi d'escultura. Saló de Martorell.